# Виммер, Ганс
Ганс Виммер (нем. Hans Wimmer 19 марта 1907 г. Пфарркирхен, Нижняя Бавария — 31 августа 1992 г. Мюнхен) — немецкий скульптор.

## Жизнь и творчество
Второй ребёнок в большой католической семье с семью детьми. В 1917 году поступил для учёбы на священника на епископский семинар в Бургхаузен, где был обнаружен у мальчика выдающийся музыкальный талант. Затем учился в гуманитарной гимназии в Ландсхуте. Здесь он, помимо учёбы, сочиняет музыкальные композиции и руководит местным хором. Далее учился в Высшей технической школе Мюнхена, получив образование преподавателя черчения. В 1928—1935 годы — в Академии изящных искусств Мюнхена, в классе Бернарда Блекера. Совершив в учебных целях поездку в Париж, Виммер там знакомится с Аристидом Майолем. В 1940 году он живёт и работает на Вилле Массимо в Риме, немецкой академии в Италии. Во время Второй мировой войны скульптор был призван в немецкую армию, служил в пехоте. После ранения и длительного лечения в госпитале он в 1945 году возвращается в Мюнхен.
В 1946 году он создаёт скульптурную голову своего друга, археолога Эрнста Бушора. Как мастер Ганс Виммер предпочитал формы фигуративного искусства, создавая свои пластические работы в привычной, классической манере, воссоздавая возвращение к традициям античного искусства, обращаясь также к лучшим образцам классического модерна. В 1951 году он, выполняя заказ принца Макса фон Фюрстенберг (1896—1959), обустроил и украсил саркофаг его родителей, князя и княгини Фюрстенберг, в семейном склепе замка Хейлигенберг монументальной статуей Христа. В период с 1949 и по 1972 год Виммер — профессор в области скульптуры Академии изящных искусств Нюрнберга. В 1955 году он участвует в выставке современного искусства documenta в Касселе. В 1958 году его работы представлены на венецианском биеннале, в 1967 году — на Всемирной выставке в Монреале (Канада). Будучи членом Германского союза художников (DKB), Виммер в период с 1952 по 1966 год принимает участие в семи ежегодных выставках союза. Бвл дружен с такими известными скульпторами, художниками и писателями, как как Герхард Маркс, Олаф Гельбранссон, Ганс Каросса, Рихард Биллингер.
Значительное количество своих работ Ганс Виммер завещал городу Пассау, где с 1987 года в Оберхауз-музее открыта экспозиция Коллекция Ганса Виммера. Свою мастерскую и другую часть своего творческого наследия он ещё при жизни передал земельному музею замка Готторф в Шлезвиг-Гольштейне.

## Выставки (избранное)
- Возрождение фигуры (Renaissance der Figur), апрель-май 2005, Нюрнберг
- Скульптор Ганс Виммер (Der Bildhauer Hans Wimmer), август-октябрь 2007, Нёйстрелиц
- Образ-форма-фигура. Ганс Виммер и мюнхенская школа скульптуры (Gestalt — Form — Figur. Hans Wimmer und die Münchner Bildhauerschule). Пассау, Гюстров, Берлин июнь 2008 — январь 2009.

## Награды (избранное)
- 1950: Поощрительная премия в области искусства Мюнхена
- 1958: Большой приз в области искусства земли Северный Рейн-Вестфалия
- 1966: Pour le mérite в области науки и искусства
- 1967: Большой крест ордена за заслуги ФРГ.
- 1968: баварский Орден «За заслуги»
- 1980: Премия в области культуры Верхней Баварии
- 1982: Премия Швабингера в области культуры
- 1986: баварский Орден Максимилиана в области науки и культуры.

Был награждён также католическим Орденом Святого Григоря Великого Ватикана, награждение которым проводится папой Римским лично.

## Галерея

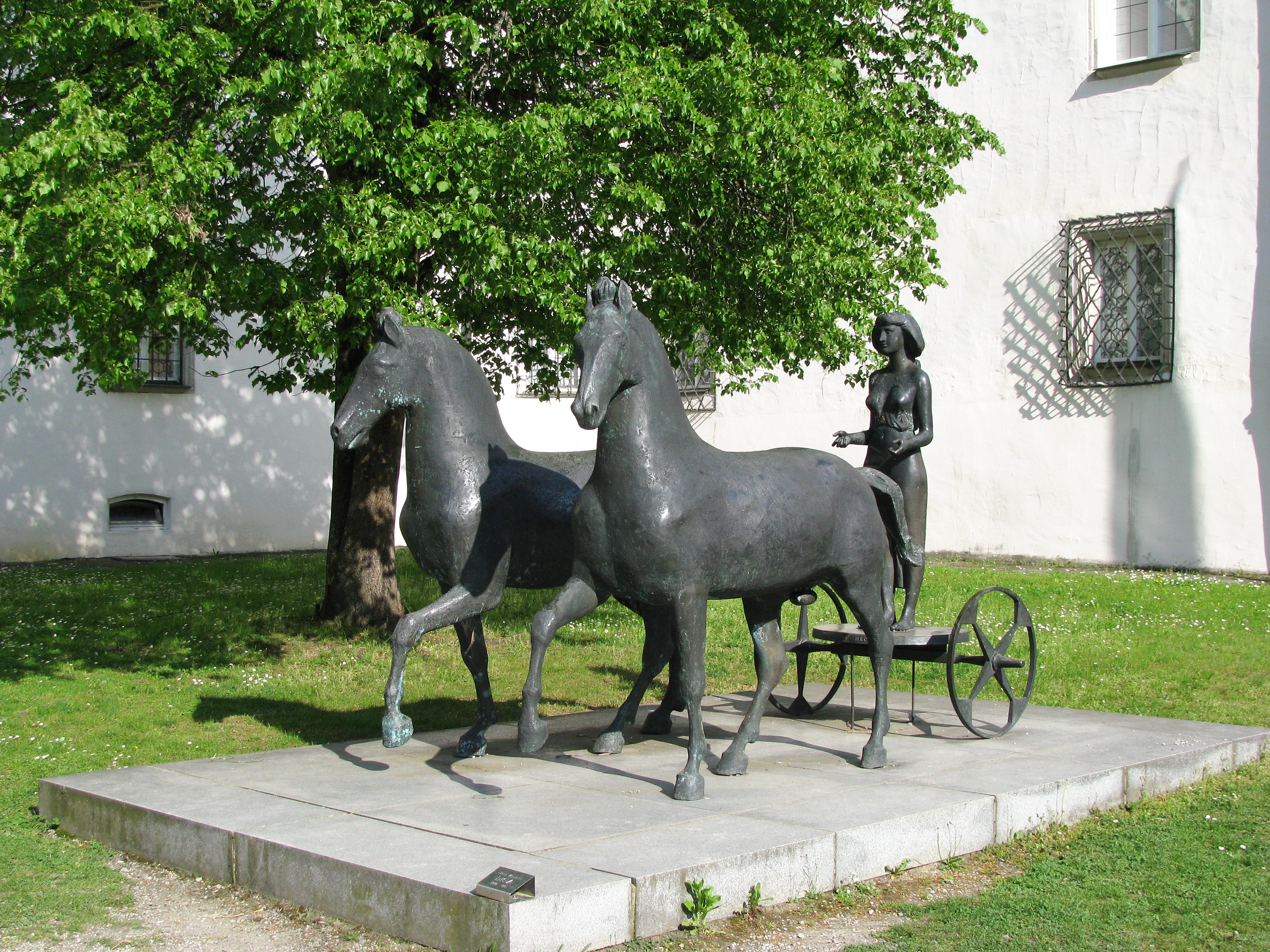
Ведущая колесницу.
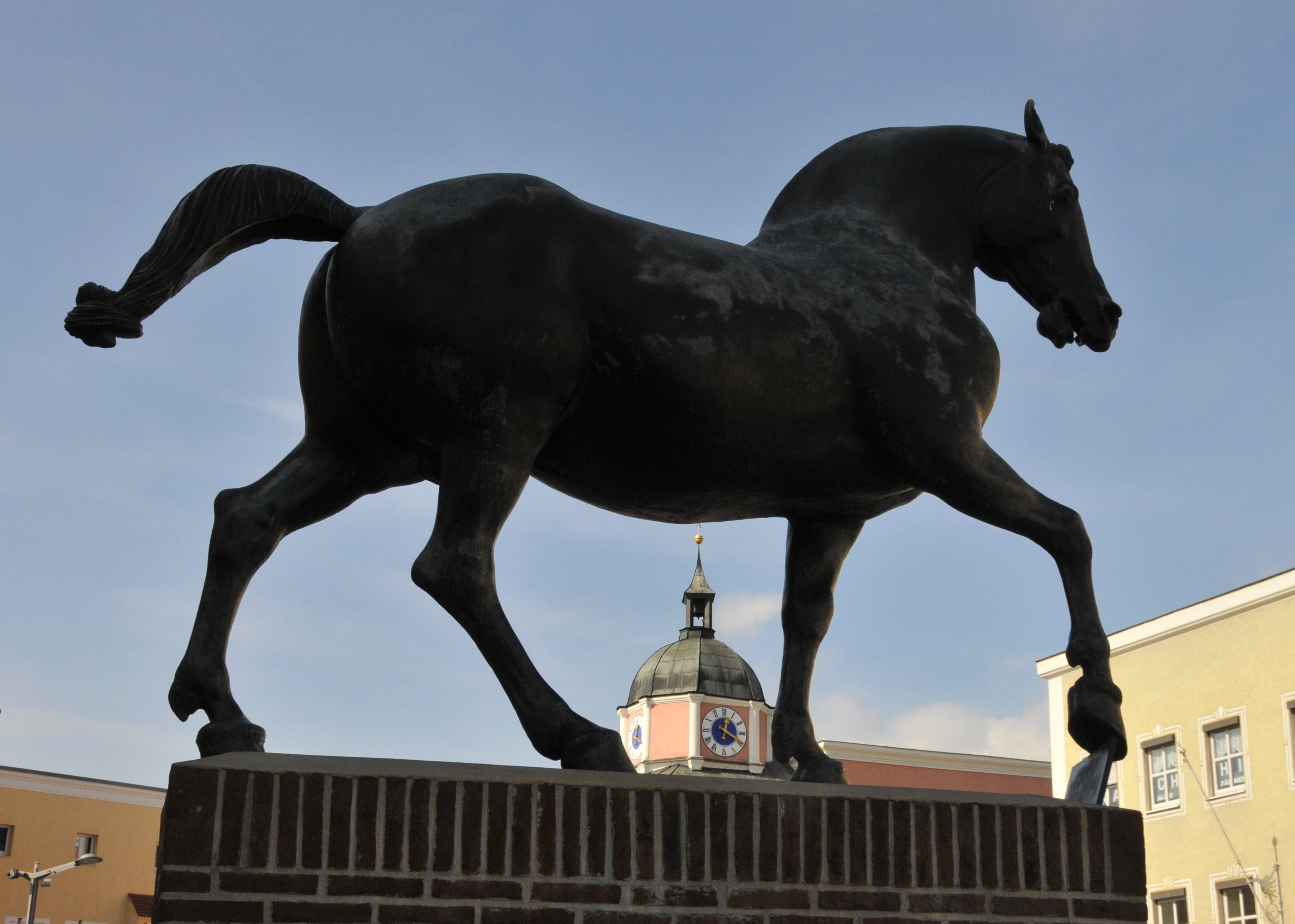
„Конь Виммера“ в Пфарркирхене.
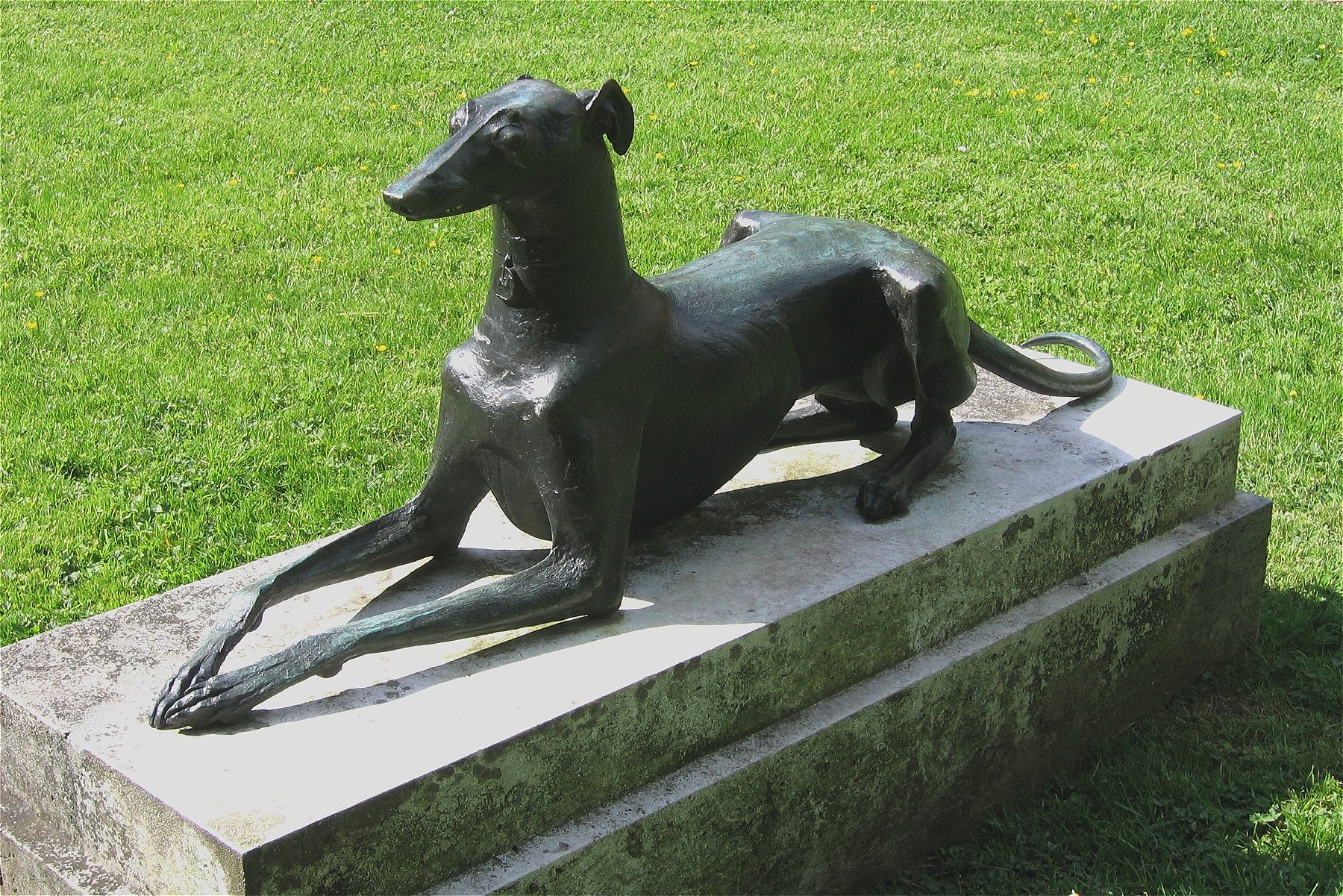
Игра ветра, 1960, Мюнхен.
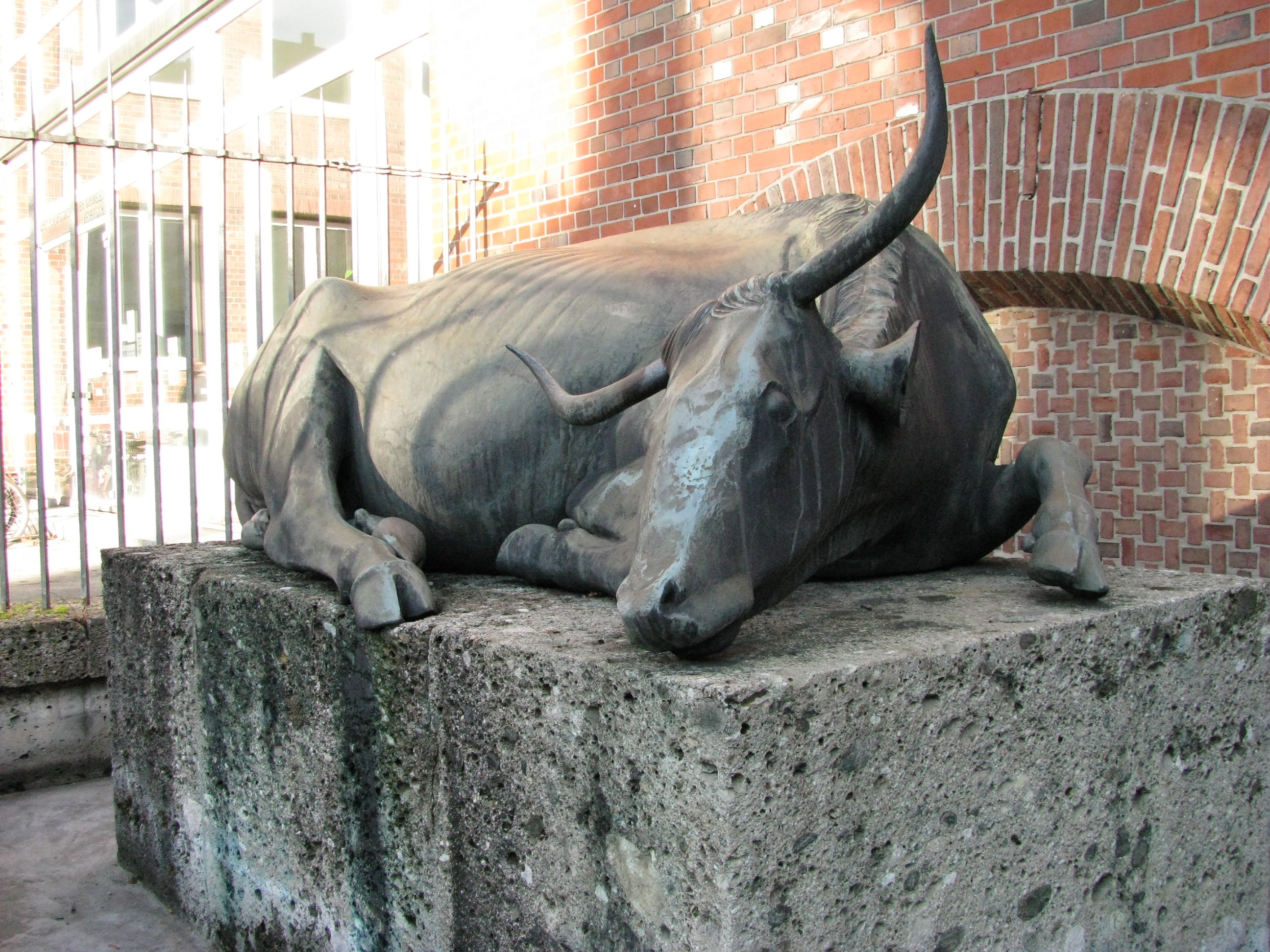
Бычий источник, 1962, Мюнхен.
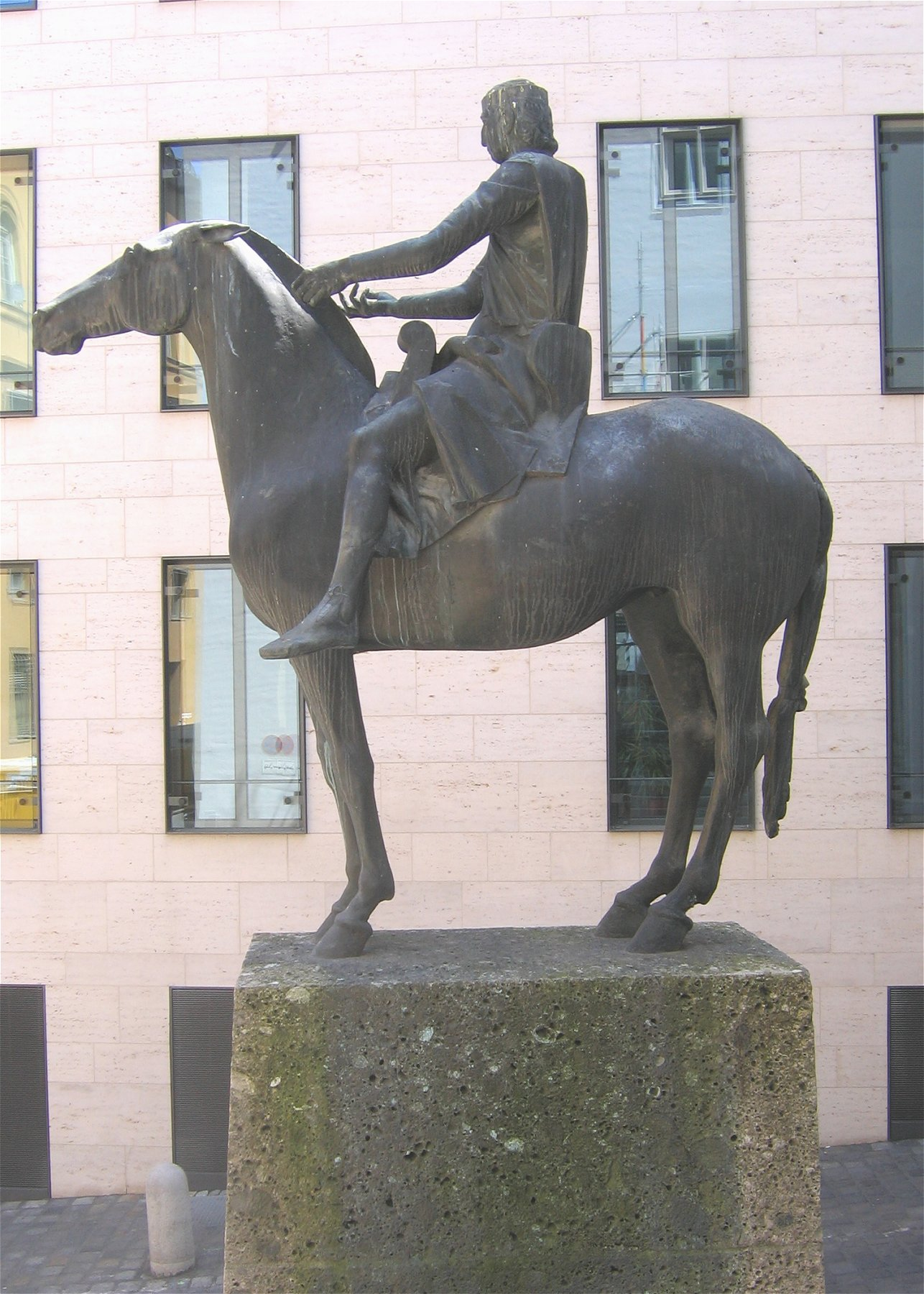
Конный памятник императору Священной Римской империи Людвигу IV Баварскому. 1967, Мюнхен.
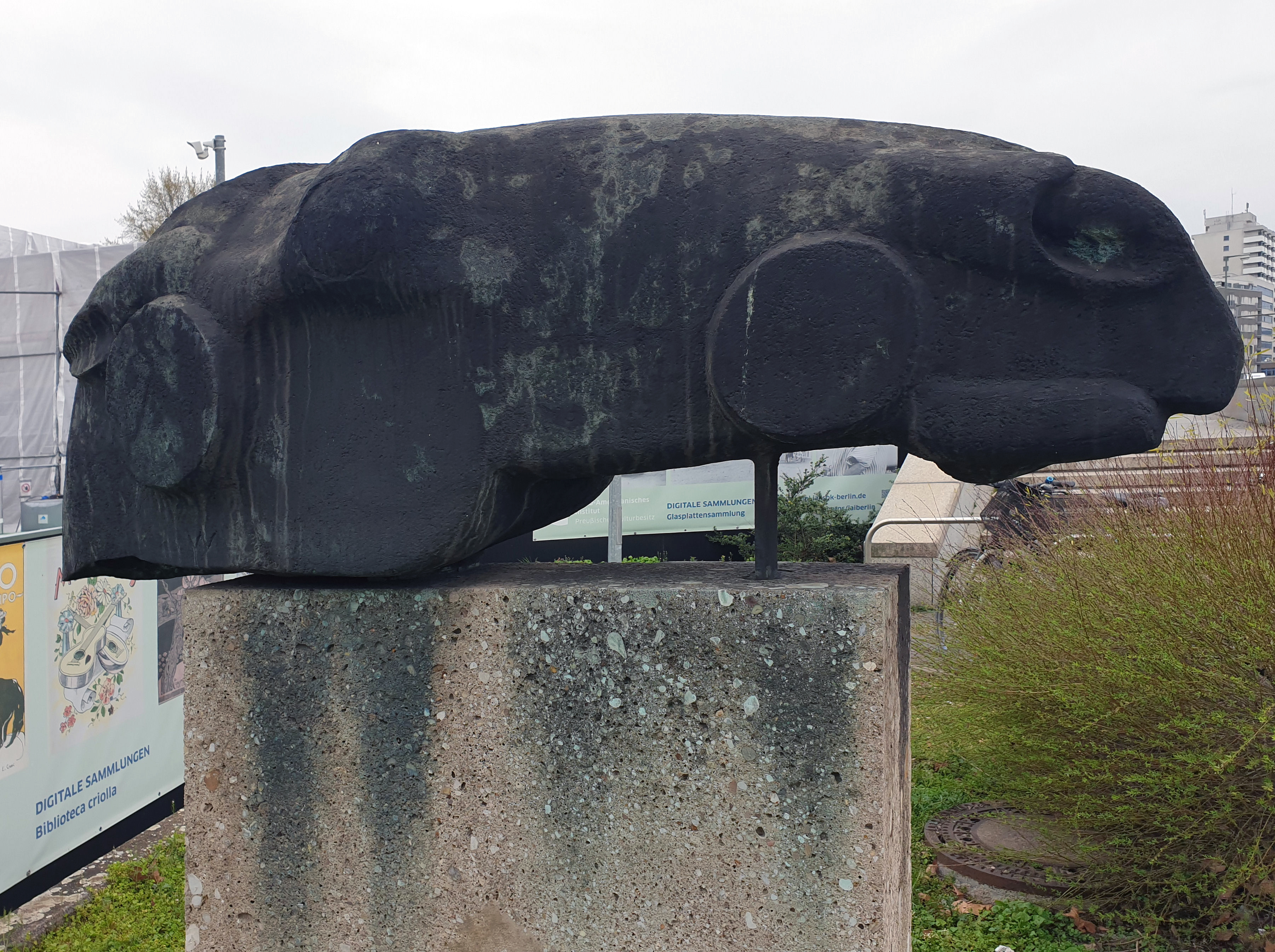
Голова коня, 1976, Берлин-Тиргартен.
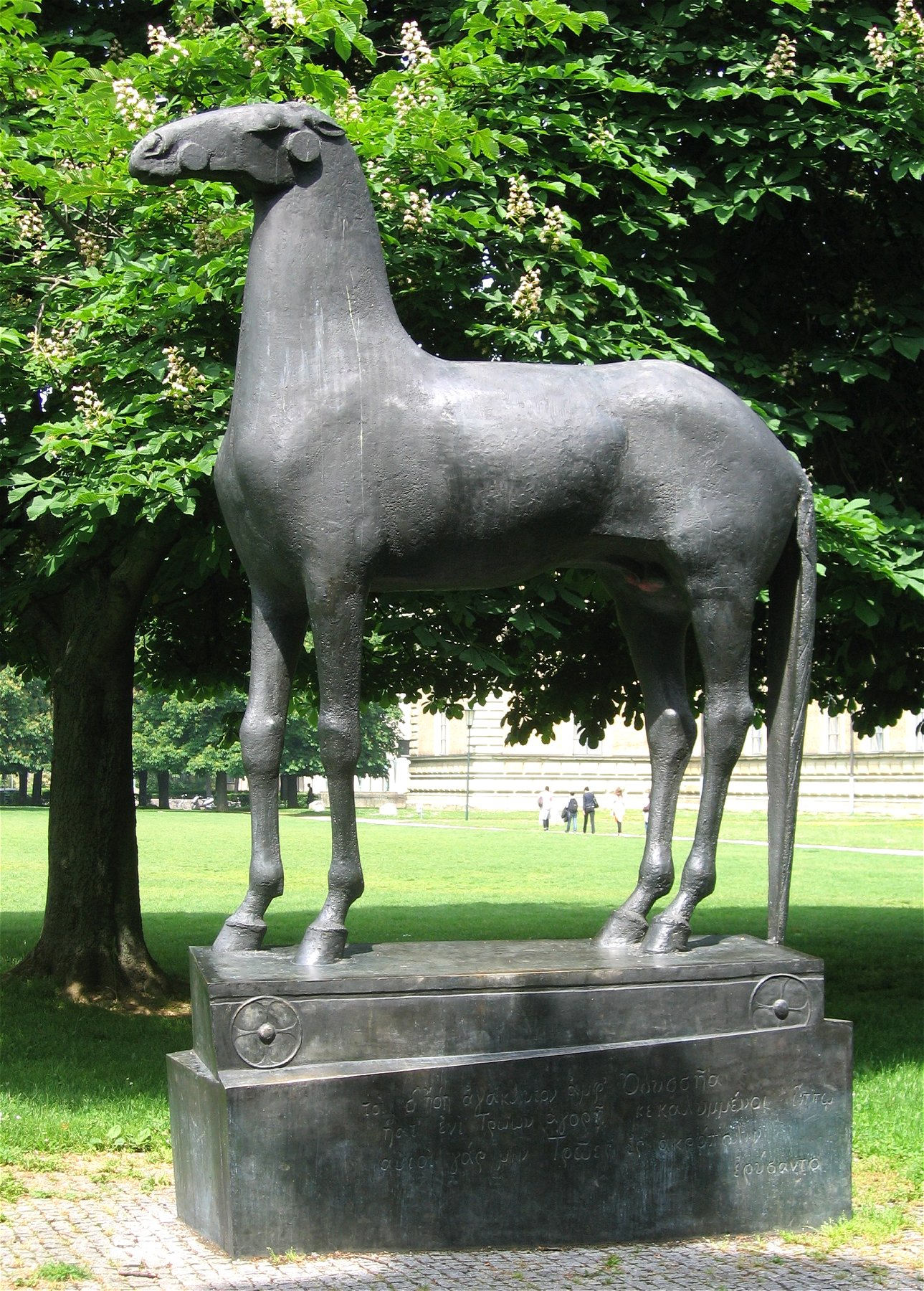
Троянский конь, 1976–1981, Мюнхен, Альте Пинакотек.
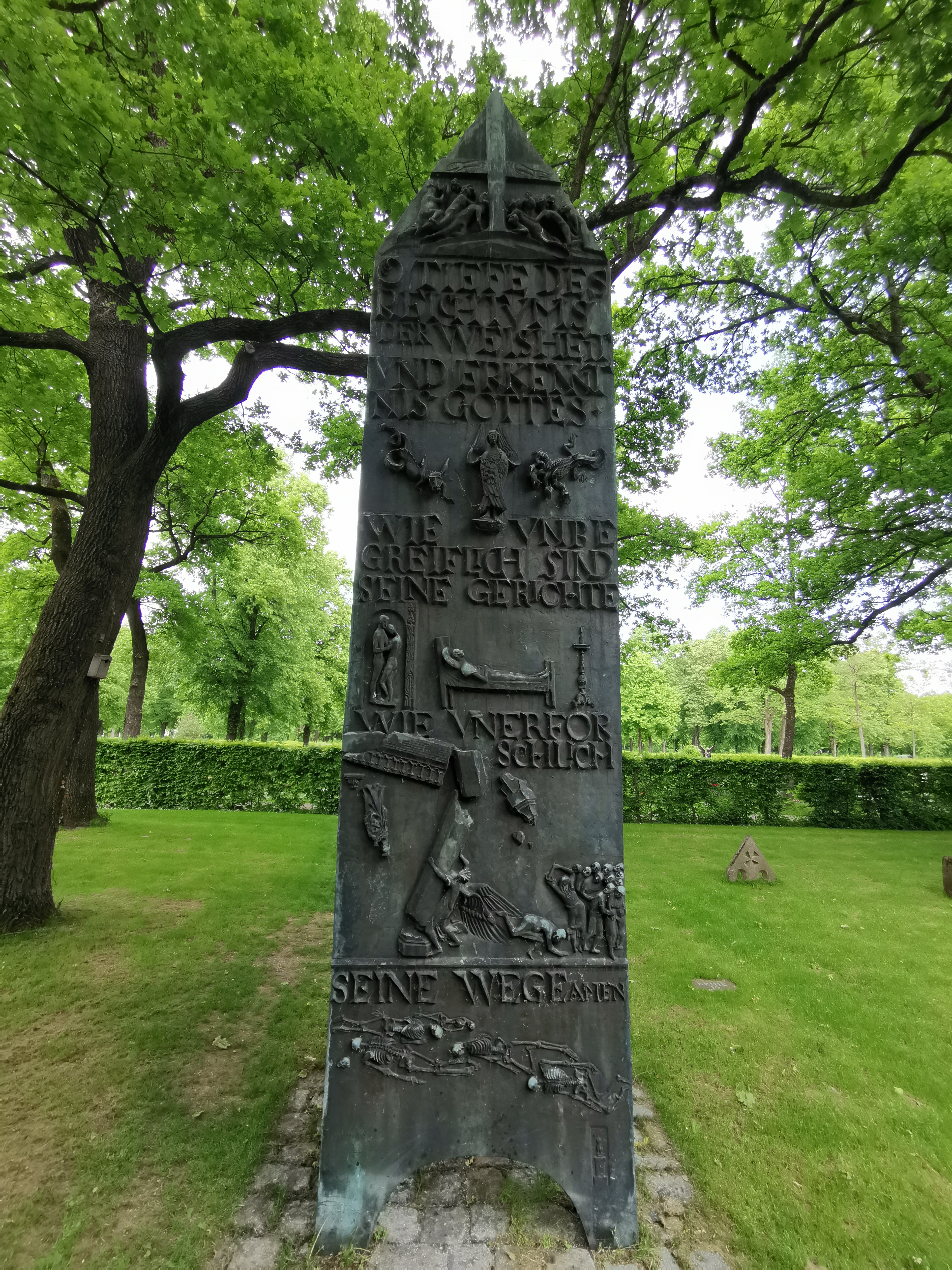
Бронзовая скульптура в виде авиабомбы. Памятник жертвам бомбардировок во время Второй мировой войны. Северное кладбище, Мюнхен.

## Сочинения
- Der Bildhauer über sich selbst. в: «Das Innere Reich»; Juni 1941, S. 141—142.
- Über die Bildhauerei: Erfahrungen bei der Arbeit, Notizen in der Werkstatt. Insel-Verlag, Frankfurt am Main 1961.
- Niederbayerische Kindheit und Jugend. Meinen Kindern und Enkeln. R. Piper & Co. Verlag, München 1982, ISBN 3-492-02752-0.